# 藤井則和
藤井 則和（ふじい のりかず、1925年 - 1992年11月16日）は、日本の男子卓球選手。出身は京都府京都市。

## 経歴
関西学院大学で学び、同校代表として全日本学生卓球選手権大会に出場。彼は男子シングルス優勝3回および男子ダブルス優勝3回の成績を残した。また全日本卓球選手権大会で優勝5回。
1952年、日本代表としてムンバイでの世界卓球選手権に出場。男子団体戦で銅メダル。男子ダブルスでは林忠明と組んで優勝した。
1992年11月16日、脳血栓のため死去。